# Stadion Unii Nowa Sarzyna
Stadion Unii Nowa Sarzyna – stadion piłkarski w Nowej Sarzynie, w Polsce. Może pomieścić 900 widzów (wszystkie miejsca są siedzące). Swoje spotkania rozgrywają na nim piłkarze klubu Unia Nowa Sarzyna